# Pinus orthophylla
Pinus orthophylla é uma espécie de pinheiro originária do Velho Mundo, mais precisamente da região da Ásia. [carece de fontes?]